# أفراح الشباب
أفراح الشباب فيلم سينمائي لبناني من إنتاج العام 1964.

## قصة الفيلم
(فؤاد) و(كمال) صديقان فقيران، تسوقهما المصادفة إلي قصر فخم يسمي قصر الماركيز الفخم، يتعرفان إلى الأختين (سعاد) و(أمل) يعمل الأثنان في القصر كطباخ وموظف، ويدعيان بأنهما شقيقا الماركيز الذي يتصور انه صاحب صوت جميل . تكتشف (سعاد) حقيقة حبيبها (فؤاد) وتتركه. وتحاول (أمل) بالتعاون مع حبيبها (كمال) إعادة العاشقين لبعضهما مرة أخرى وتلقين (فؤاد) درسًا لا ينساه وذلك بإيهام (فؤاد) بوجود علاقة بين (سعاد) و(كمال) وفي حفل زفاف العرس المزعوم يعترف (فؤاد) بحبه ليعود العاشقان لبعضهما .

## فريق العمل
قصة وحوار: سيد مغربي
سيناريو وإخراج: محمد سلمان
إنتاج: أنور الشيخ ياسين، إلياس حداد
تصوير: روبير طمبا
مخرج مساعد: مصطفي جمال الدين 
الأغاني تأليف: ميشال طعمة
ألحان: عفيف رضوان، عبدالفتاح سكر، فيلمون وهبة
أغاني فهد بلان في الفيلم:
وقف يا شوفير، شقرا وشعرها شقراوي، غريبة عجيبة
أغاني صباح:
مرحبتين ومرحبتين، رح حزركم حزورة، رايحة قابل حبيبي 

## بطولة
صباح
فهد بلان
عبدالسلام النابلسي
جاكلين
إحسان صادق
يوسف حسني
خالد قرانوح
فوزي الكيالي 
نزهة يونس
نادية جمال
زين الصيداني
محمد سليمان

## وصلات خارجية
فيلم أفراح الشباب علي يوتيوب